# Пикассо, Пабло
Па́бло Руи́с-и-Пика́ссо (полное имя — Па́бло Дие́го Хосе́ Франси́ско де Па́ула Хуа́н Непомусе́но Мари́я де лос Реме́диос Сиприа́но де ла Санти́сима Тринида́д Ма́ртир Патри́сио Руи́с-и-Пика́ссо, в русском языке принят также вариант с ударением на французский манер Пикассо́, исп. Pablo Diego José Francisco de Paula Juan Nepomuceno María de los Remedios Cipriano de la Santísima Trinidad Mártir Patricio Ruiz y Picasso; 25 октября 1881[…], Малага, Андалусия, Испания[…] — 8 апреля 1973[…], Mas Notre-Dame-de-Vie de Mougins, Приморские Альпы, Франция[…], Мужен) — испанский и французский художник, скульптор, график, театральный художник, керамист и дизайнер.
Основоположник кубизма (совместно с Жоржем Браком и Хуаном Грисом), в котором трёхмерное тело в оригинальной манере изображалось как ряд совмещённых воедино плоскостей. Пикассо много работал как график, скульптор, керамист и т. д. Вызвал к жизни массу подражателей и оказал исключительное влияние на развитие изобразительного искусства в XX веке. Согласно оценке Музея современного искусства (Нью-Йорк), Пикассо за свою жизнь создал около 20 тысяч работ.
По экспертным оценкам, Пикассо — самый «дорогой» художник в мире: только за один 2008 год ценовой индекс его работ на рынке произведений искусства (годовой объём аукционных продаж) составил 262 млн долларов. Картина Пикассо «Алжирские женщины» (фр. Les Femmes d'Algers), проданная весной 2015 года в Нью-Йорке за 179 млн долларов, стала самой дорогой картиной, когда-либо проданной с аукциона на тот момент.
По результатам опроса 1,4 млн читателей, проведённого газетой The Times в 2009 году, Пикассо — лучший художник среди живших за последние 100 лет. Также его полотна занимают первое место по «популярности» среди похитителей.

## Биография

### Детство и годы обучения
Пикассо родился 25 октября 1881 года в городе Малага, Андалусия, на юге Испании. Он был первым ребёнком в семье дона Хосе Руиса Бласко (1838—1913) и Марии Пикассо-и-Лопес (1855—1939). Семья Пикассо принадлежала к среднему классу. Его отец также был художником и специализировался на натуралистических изображениях птиц и другой дичи, а также учителем рисования.
Согласно испанской традиции, Пикассо получил две фамилии по первым фамилиям родителей: отца — Руис и матери — Пикассо. Полное имя, которое будущий художник получил при крещении — Пабло Диего Хосе Франсиско де Паула Хуан Непомусено Мария де лос Ремедиос Сиприано (Криспиниано) де ла Сантисима Тринидад Мартир Патрисио Руис-и-Пикассо. Фамилия Пикассо по матери, под которой художник получил известность, имеет итальянское происхождение: прадед матери Пикассо Томмасо переехал в Испанию в начале XIX века из местечка Сори в провинции Генуя. В доме на малагской площади Мерсед, где родился Пикассо, ныне размещаются дом-музей художника и фонд, носящий его имя.
В детстве его мать, укладывая сына в кровать, обязательно рассказывала ему сказки, которые сама придумывала, используя эмоции от прошедшего дня. Потом Пабло говорил, что именно эти сказки и пробудили в нём желание творить, также используя эмоции одного дня.
Пикассо начал рисовать с самого раннего возраста, первые уроки художественного мастерства он получил у своего отца и вскоре сильно в этом преуспел. В 8 лет он написал свою первую серьёзную картину маслом — «Пикадор», — с которой не расставался в течение всей жизни.
В 1891 году дон Хосе получил должность преподавателя рисования в Ла-Корунье, и юный Пабло вместе с семьёй переехал туда, где обучался в школе искусств (1894—1895).
Затем семья перебралась в Барселону, и в 1895 году Пикассо поступил в школу изящных искусств Ла-Лонха. Пабло исполнилось только четырнадцать, поэтому он был слишком молод для поступления в эту школу. Тем не менее по настоянию отца он был допущен к вступительным экзаменам на конкурсной основе и с блеском сдал их. Сначала он подписывался своим именем по отцу Ruiz Blasco, но затем выбрал фамилию матери — Picasso.
В начале октября 1897 года Пикассо уехал в Мадрид, где поступил в Королевскую академию изящных искусств Сан-Фернандо. Своё пребывание в Мадриде Пикассо использовал в основном для подробного изучения коллекции музея Прадо, а не для учёбы в академии с её классическими традициями, где Пикассо было тесно и скучно.
В Барселону Пикассо вернулся в июне 1898 года, там он вступил в художественное общество Els Quatre Gats, по названию богемного кафе с круглыми столами. В этом кафе в 1900 году прошли его две первые персональные выставки. В Барселоне он сблизился со своими будущими друзьями Карлосом Касагемасом и Хайме Сабартесом, которые впоследствии появлялись на его полотнах.

### «Голубой» и «розовый» периоды
В 1900 году Пикассо со своим другом, художником Касагемасом, уехал в Париж, где посетил Всемирную выставку. Именно там Пабло Пикассо познакомился с творчеством импрессионистов. Его жизнь в это время была сопряжена со многими трудностями, а самоубийство Карлоса Касагемаса 17 февраля 1901 года глубоко потрясло молодого Пикассо.
В этих обстоятельствах в начале 1902 года Пикассо стал писать в стиле, по которому впоследствии период творчества художника в Барселоне в 1903—1904 годах был назван «голубым», поскольку в палитре мастера преобладают оттенки синего цвета. В работах этого времени ярко выражены темы старости и смерти, характерны образы нищеты, меланхолии и печали («Женщина с пучком волос», 1903; Пикассо считал: «кто грустен, тот искренен»); движения людей замедлены, они словно вслушиваются в себя («Ребёнок с голубем», 1901; «Любительница абсента», 1901; «Женщина с шиньоном», 1901; «Свидание», 1902; «Нищий старик с мальчиком», 1903; «Жизнь», 1903; «Трагедия», 1903). Бледные, отчасти удлинённые тела персонажей на картинах юного Пикассо напоминают работы Эль Греко.
Произведение переходного периода — от «голубого» к «розовому» — «Девочка на шаре» (1905, Музей изобразительных искусств, Москва).
В 1904 году Пикассо поселяется в Париже, где находит пристанище в знаменитом монмартрском общежитии для бедных художников Бато-Лавуар: начинается так называемый «розовый период», в котором печаль и нищета «голубого периода» сменилась образами из более живого мира театра и цирка. Художник отдавал предпочтение розово-золотистому и розово-серому тонам, а персонажами стали в основном бродячие артисты — клоуны, танцовщики и акробаты; тем не менее картины этого периода проникнуты духом трагического одиночества обездоленных, романтической жизни странствующих комедиантов («Семья акробатов с обезьяной», 1905, Гётеборгский художественный музей).

### Кубизм

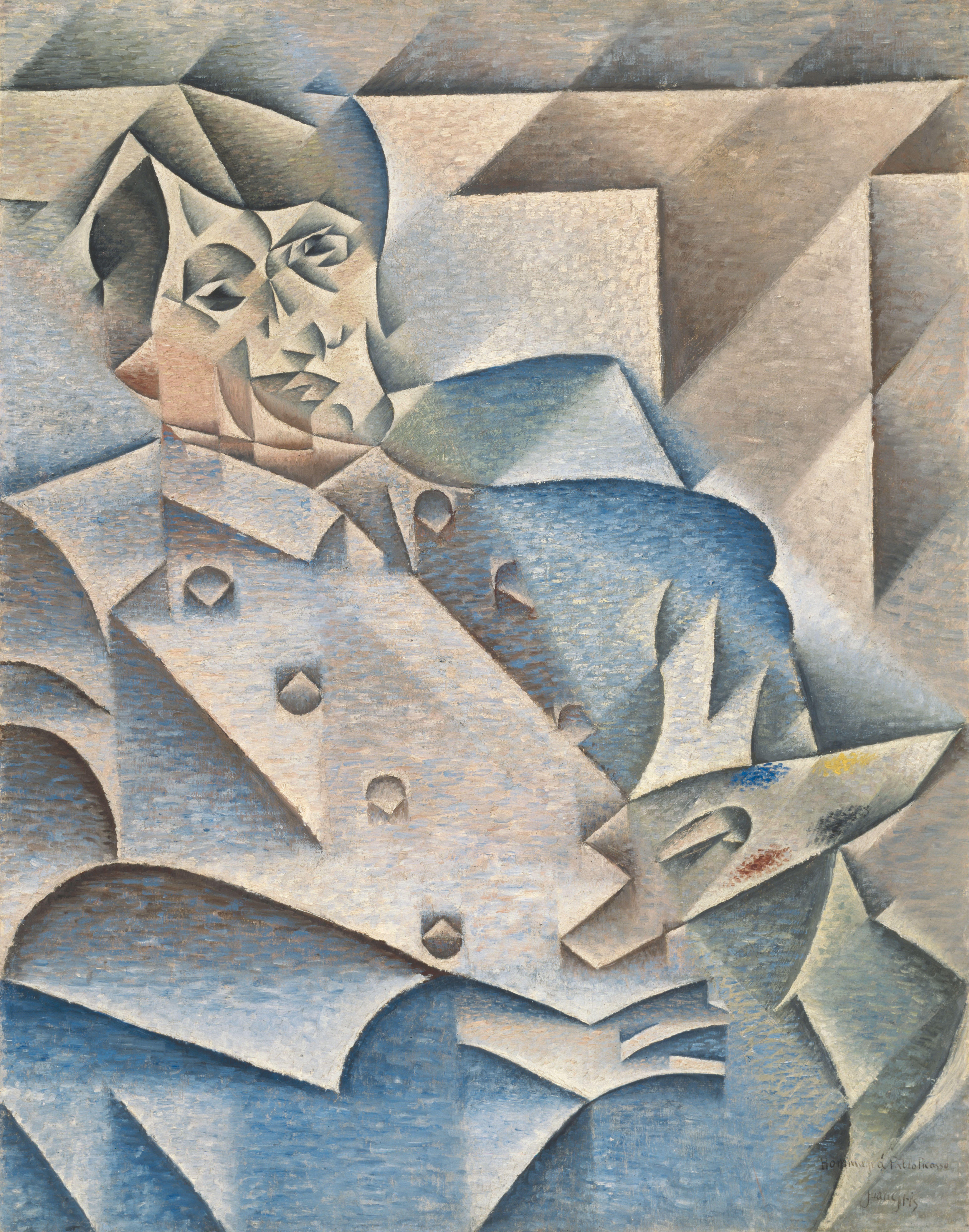
Портрет Пикассо, выполненный Хуаном Грисом (1912)

От экспериментов с цветом и передачи настроения Пикассо обратился к анализу формы: сознательная деформация и деструкция натуры («Авиньонские девицы», 1907), односторонняя интерпретация системы Сезанна и увлечение африканской скульптурой приводят его к абсолютно новому жанру. Вместе с Жоржем Браком, которого встретил в 1907 году, Пикассо становится родоначальником кубизма — художественного направления, отвергавшего традиции натурализма и изобразительно-познавательную функцию искусства.
В мае 1907, когда Пикассо посетил парижский Этнографический музей, где его внимание привлекли маски народов Африки, Океании и Полинезии (обычно употребляемые в магических действиях колдунами), художник был поражён их необычностью. Магический взгляд на предмет отражает его суть, то, чем он отличается от других духовно, а не как выглядит внешне. Изображённый таким образом на картине человек превращается в идола, а лицом ему служит ритуальная маска. Так Пикассо получил новый, совершенно необычный в линиях и палитре, и тем привлекающий общее внимание, стиль кубизма.
Сам он отразил инсайт такими словами:
Мои самые сильные художественные переживания я испытал, когда мне вдруг открылась изумительная красота скульптур, созданных безымянными художниками Африки. Эти произведения религиозного, страстного и строго логичного искусства относятся к самым впечатляющим и прекрасным творениям человеческого воображения
Пикассо уделяет особое внимание превращению форм в геометрические блоки («Кирпичный завод в Тортосе», 1909), увеличивает и ломает объёмы («Портрет Фернанды Оливье», 1909), рассекает их на плоскости и грани, продолжающиеся в пространстве, которое сам он считает твёрдым телом, неизбежно ограниченным плоскостью картины («Портрет Даниэля Анри Канвейлера», 1910, «Аккордеонист», 1911). Перспектива исчезает, палитра тяготеет к монохромности, и хотя первоначальная цель кубизма состояла в том, чтобы более убедительно, чем с помощью традиционных приёмов, воспроизвести ощущение пространства и тяжести масс, картины Пикассо зачастую сводятся к непонятным ребусам. Чтобы вернуть связь с реальностью, Пикассо и Жорж Брак вводят в свои картины типографский шрифт, элементы «обманок» и грубые материалы: обои, куски газет, спичечные коробки. Начинают преобладать натюрморты, преимущественно с музыкальными инструментами, трубками и коробками из-под табака, нотами, бутылками с вином и т. п. — атрибутами, присущими образу жизни художественной богемы начала века. В композициях появляется «кубистическая тайнопись»: зашифрованные номера телефонов, домов, обрывки имён возлюбленных, названий улиц, кабачков. Техника коллажа соединяет грани кубистической призмы в большие плоскости («Гитара и скрипка», 1913) или передаёт в спокойной и юмористической манере открытия, сделанные в 1910—1913 («Портрет девушки», 1914).
В «синтетический» период появляется также стремление к гармонизации колорита, уравновешенным композициями, которые временами вписываются в овал. Собственно кубистический период в творчестве Пикассо заканчивается вскоре после начала Первой мировой войны, разделившей его с Жоржем Браком. Хотя в своих значительных произведениях художник использует некоторые кубистические приёмы вплоть до 1921 («Три музыканта», 1921).

### Русский балет

Пабло Пикассо, карикатура на Эрика Сати. (1920 год)

Для труппы Русский балет Дягилева Пикассо оформил 6 балетов:
- 1917 — «Парад» Леонида Мясина
- 1919 — «Треуголка» Леонида Мясина
- 1920 — «Пульчинелла» Леонида Мясина
- 1921 — «Квадро фламенко» М. Дальбасина, Р. де Херес
- 1924 — «Голубой экспресс» Брониславы Нижинской
- 1927 — «Меркурий» Леонида Мясина

В сентябре 1916 года художник-сценарист Жан Кокто и композитор Эрик Сати уговаривают Пикассо соучаствовать в постановке новаторского «сюрреалистического» балета «Парад» для Русского балета Сергея Дягилева. Пикассо не на шутку увлекается идеей этого балета, втягивается в работу, и в содружестве с Сати полностью переделывает и сценарий, и сценографию. Месяцем позднее он уезжает вместе со всей труппой Русских балетов на два месяца в Рим, где выполняет декорации, костюмы, знакомится с балетмейстером «Парада» Леонидом Мясиным и многими балетными артистами русской труппы. Вступительный манифест к спектаклю «Парад», «…более правдивому, чем сама правда», весной 1917 года написал Гийом Аполлинер, заранее объявив его провозвестником «Нового духа» в искусстве. Дягилев сознательно делал ставку на большую провокацию и готовил её всеми доступными средствами. Произошло именно так, как он намечал. Грандиозный скандал 18 мая 1917 года, состоявшийся на премьере (и единственном представлении) этого балета в театре Шатле, немало способствовал подъёму популярности Пикассо в широких кругах парижского бомонда. Публика в зале едва не сорвала спектакль криками «Русские боши, долой русских, Сати и Пикассо боши!» Дело дошло даже до потасовки. Печать неистовствовала, критики объявили «Русский балет» едва ли не предателями, деморализующими французское общество в тылу во время тяжёлой и неудачной войны. Вот только одна из показательных по своему тону рецензий, вышедших на следующий день после премьеры «Парада». Между прочим, автором этой статьи был вовсе не какой-то маргинальный критик, а вполне респектабельный Лео Польдес, владелец «Клуба дю Фобур»…

Антигармоничный, психованный композитор пишущих машинок и трещоток, Эрик Сати ради своего удовольствия вымазал грязью репутацию «Русского балета», устроив скандал, <…>в то время когда талантливые музыканты смиренно ждут, чтобы их сыграли… А геометрический мазила и пачкун Пикассо вылез на передний план сцены, в то время как талантливые художники смиренно ждут, пока их выставят.
— Leo Poldes, «La Grimasse», 19 мая 1917
Дягилев остался чрезвычайно доволен произведённым эффектом. Сотрудничество Пикассо с Русским балетом Дягилева активно продолжилось и после «Парада» (декорации и костюмы для «Треуголки» Мануэля де Фальи, 1919). Новая форма деятельности, яркие сценические образы и крупные объекты воскрешают в нём интерес к декоративизму и театральности сюжетов.
Во время римской подготовки «Парада» Пикассо познакомился с балериной Ольгой Хохловой, которая стала его первой женой. 12 февраля 1918 года они заключают брак в русской церкви в Париже, свидетелями на их свадьбе были Жан Кокто, Макс Жакоб и Гийом Аполлинер. У них рождается сын Пауло (4 февраля 1921 года).
Эйфорическая и консервативная атмосфера послевоенного Парижа, женитьба Пикассо на Ольге Хохловой, успех художника в обществе — всё это отчасти объясняет возврат к фигуративности, временный и притом относительный, поскольку Пикассо продолжает писать в то время ярко выраженные кубистические натюрморты («Мандолина и гитара», 1924).
В 1924 году по предложению графа Этьена де Бомона для серии «Парижских вечеров» Пикассо оформил балет «Меркурий» на музыку Сати в хореографии Мясина.

### Сюрреализм
В 1925 году начинается один из самых сложных и неровных периодов в творчестве Пикассо. После эпикурейского изящества 1920-х («Танец») Пикассо создаёт атмосферу конвульсий и истерии, ирреальный мир галлюцинаций, что можно объяснить отчасти влиянием поэтов-сюрреалистов, проявившимся в некоторых рисунках, стихотворениях, написанных в 1935, и театральной пьесе, созданной во время войны. На протяжении нескольких лет воображение Пикассо, казалось, могло создавать только монстров, неких разорванных на части существ («Сидящая купальщица», 1929), орущих («Женщина в кресле», 1929), раздутых до абсурда и бесформенных («Купальщица», рисунок, 1927) или воплощающих метаморфические и агрессивно-эротические образы («Фигуры на берегу моря», 1931). Несмотря на несколько более спокойных произведений, которые являются в живописном плане наиболее значительными, стилистически это был весьма переменчивый период («Девушка перед зеркалом», 1932). Женщины остаются главными жертвами его жестоких бессознательных причуд, возможно, потому что сам Пикассо плохо ладил со своей собственной женой или потому, что простая красота Марии-Терезы Вальтер, с которой он познакомился в марте 1932 года, вдохновляла его на откровенную чувственность («Зеркало», 1932). Она стала также моделью для нескольких безмятежных и величественных скульптурных бюстов, исполненных в 1932 году в замке Буажелу, который он приобрёл в 1930 году. В 1930—1934 годах именно в скульптуре выражается вся жизненная сила Пикассо: бюсты и женские ню, в которых иногда заметно влияние Матисса («Лежащая женщина», 1932), животные, маленькие фигуры в духе сюрреализма («Мужчина с букетом», 1935) и особенно металлические конструкции, имеющие полуабстрактные, полуреальные формы и исполненные порой из грубых материалов (он создаёт их с помощью своего друга, испанского скульптора Хулио Гонсалеса — «Конструкция», 1931). Наряду с этими странными и острыми формами, гравюры Пикассо к «Метаморфозам» Овидия (1930) свидетельствуют о постоянстве его классического вдохновения.

### «Герника» ипацифизм
В 1937 году симпатии Пикассо — на стороне республиканцев, борющихся в Испании (серия акватинт «Мечты и ложь генерала Франко», отпечатанная в виде открыток, разбрасывалась с самолётов над позициями франкистов). В апреле 1937 года немецкая и итальянская авиация бомбила и разрушила небольшой городок басков Герника — культурный и политический центр жизни этого свободолюбивого народа. За два месяца Пикассо создаёт свою «Гернику» — громадное полотно, которое было выставлено в республиканском павильоне Испании на Всемирной выставке в Париже. Светлые и тёмные монохромные краски словно передают ощущение от всполохов пожара. В центре композиции, наподобие фриза, в комбинаторике кубистическо-сюрреалистических элементов показаны павший воин, подбегающая к нему женщина и раненая лошадь. Основной теме сопутствуют изображения плачущей женщины с мёртвым ребёнком и быком за её спиной и женской фигуры в пламени с воздетыми вверх руками. В темноту маленькой площади, над которой висит фонарь, протягивается длинная рука со светильником как символом надежды.
Ужас, охвативший Пикассо перед угрозой варварства, нависшего над Европой, его страх перед войной и фашизмом, художник не выразил прямо, но придал своим картинам тревожную тональность и мрачность («Рыбная ловля ночью на Антибах», 1939), сарказм, горечь, которые не коснулись только лишь детских портретов («Майя и её кукла», 1938). И вновь женщины стали главными жертвами этого общего мрачного настроения. Среди них — Дора Маар, с которой художник сблизился в 1936 году и красивое лицо которой он деформировал и искажал гримасами («Плачущая женщина», 1937). Никогда ещё женоненавистничество художника не выражалось с такой ожесточённостью; увенчанные нелепыми шляпами, лица, изображённые в фас и в профиль, дикие, раздробленные, рассечённые тела, раздутые до чудовищных размеров, а их части соединены в бурлескные формы («Утренняя серенада», 1942). Немецкая оккупация не могла испугать Пикассо: он оставался в Париже с 1940 по 1944 год. Она также не ослабила его деятельности: портреты, скульптуры («Человек с агнцем»), скудные натюрморты, которые порой с глубоким трагизмом выражают всю безысходность эпохи («Натюрморт с бычьим черепом», 1942).
В 1944 году Пикассо вступает в Коммунистическую партию Франции. Гуманистические воззрения Пикассо проявляются в его работах. В 1950 году он рисует знаменитого «Голубя мира».

### После войны
Послевоенное творчество Пикассо можно назвать счастливым. Он сближается с Франсуазой Жило, с которой познакомился в 1945 году и которая родит ему двоих детей, дав таким образом темы его многочисленных очаровательных семейных картин. Он уезжает из Парижа на юг Франции, открывает для себя радость солнца, пляжа, моря. Произведения, созданные в 1945—1955 годах, очень средиземноморские по духу, характерны своей атмосферой языческой идиллии и возвращением античных настроений, которые находят своё выражение в картинах и рисунках, созданных в конце 1946 года в залах музея Антиб, ставшего впоследствии музеем Пикассо («Радость жизни»).

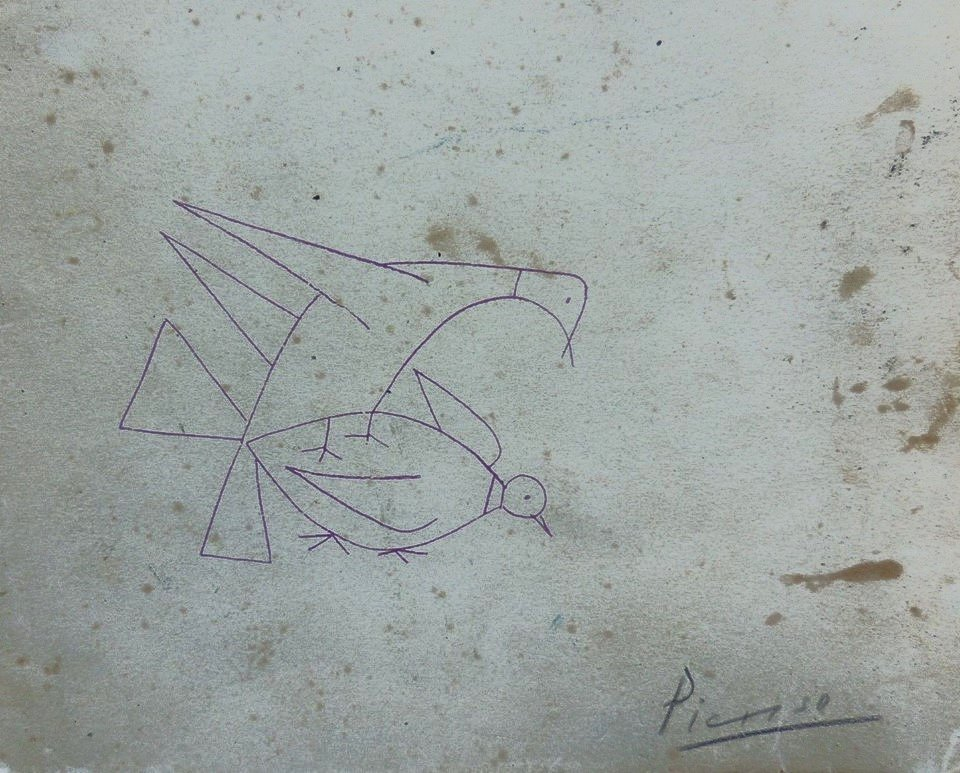
Литография работы 1952 года, подписанная (простым карандашом) рукой Пабло Пикассо, находящаяся в частной собственности.

В послевоенные годы было выпущено рекордное количество литографий работ художника. Чтобы повысить коллекционную значимость копий своих работ, тиражные литографии, после их выпуска, собственноручно подписывались Пикассо. Подписи на копиях своих работ автор ставил преимущественно простым карандашом. Нередко можно встретить тиражные копии работ Пикассо, которые, помимо собственноручной подписи автора, имеют ещё и штамп Парижской галереи.
Осенью 1947 года Пикассо начинает работать на фабрике «Мадура» в Валлорисе; увлечённый проблемами ремесла и ручного труда, он сам выполняет множество блюд, декоративных тарелок, антропоморфных кувшинов и статуэток в виде животных («Кентавр», 1958), иногда несколько архаичных по манере, но всегда полных очарования и остроумия. Особенно важны в тот период скульптуры («Беременная женщина», 1950). Некоторые из них («Коза», 1950; «Обезьяна с малышом», 1952) сделаны из случайных материалов (брюхо козы выполнено из старой корзины) и относятся к шедеврам техники ассамбляжа.
В 1953 году Франсуаза Жило и Пикассо расходятся. Это было для художника началом тяжёлого морального кризиса, который эхом отдаётся в замечательной серии рисунков, исполненных между концом 1953 и концом зимы 1954 года; в них Пикассо по-своему, в озадачивающей и ироничной манере, выразил горечь старости и свой скептицизм по отношению к самой живописи. В Валлорисе художник начал в 1954 году серию портретных изображений «Сильветт». В этом же году Пикассо встречается с Жаклин Рок, которая в 1958 году станет его женой и вдохновит на серию статуарных портретов. В 1956 году на французские экраны вышла документальная лента о художнике «Таинство Пикассо» с его участием.
Произведения последних пятнадцати лет творчества художника очень разнообразны и неравны по качеству («Мастерская в Каннах», 1956). Можно, однако, выделить испанский источник вдохновения («Портрет художника, в подражание Эль Греко», 1950) и элементы тавромахии (Пикассо был страстным поклонником популярной на юге Франции корриды), выраженные в рисунках и акварелях в духе Гойи (1959—1968). Чувством неудовлетворения собственным творчеством отмечена серия интерпретаций и вариаций на темы знаменитых картин «Девушки на берегу Сены. По Курбе» (1950); «Алжирские женщины. По Делакруа» (1955); «Менины. По Веласкесу» (1957); «Завтрак на траве. По Мане» (1960).
Пикассо умер 8 апреля 1973 года в Мужене на своей вилле Нотр-Дам-де-Ви. Похоронен возле принадлежавшего ему замка Вовенарг.

### Картины в дар
В сентябре 2021 года стало известно, что дочь художника Майя Пикассо передаст властям Франции девять произведений отца для урегулирования налоговых вопросов. В парижский музей Пикассо уже передана картина «Ребенок с леденцом на стуле» (1938).

## Личная жизнь
Пабло Пикассо был женат дважды:
1) с 1917 по 1955 год был женат на Ольге Хохловой (1891—1955), носившей до смерти имя Ольга Пикассо. С 1935 года супруги жили раздельно
- сын Пауло (Поль)[фр.] (фр.) (1921—1975) — шофёр Пикассо
  - внук Паблито (1949—1973)[30]
  - внучка Марина (1950)[30][31]
  - внук Бернар Руис-Пикассо (1959)

2) с 1961 до своей смерти в 1973 году был женат на Жаклин Рок (1927—1986) — жил с ней с 1953 года
- приёмная дочь Катрин Ютен-Бле (род. 1952) — наследница Пикассо

Кроме того, он имел троих внебрачных детей:
- от Марии-Терезы Вальтер (1909—1977) — отношения в 1927—1940 годах
  - дочь Майя[фр.] (фр.) (1935—2022)
- от Франсуазы Жило (1921—2023) — отношения в 1943—1953 годах
  - сын Клод[фр.] (фр.) (1947—2023) — французский бизнесмен, режиссёр и фотограф
  - дочь Палома (род. 1949) — французский дизайнер

## Награды
- Лауреат Международной Ленинской премии «За укрепление мира между народами» (1962).

## Образ в культуре

### В филателии

Почтовые марки СССР
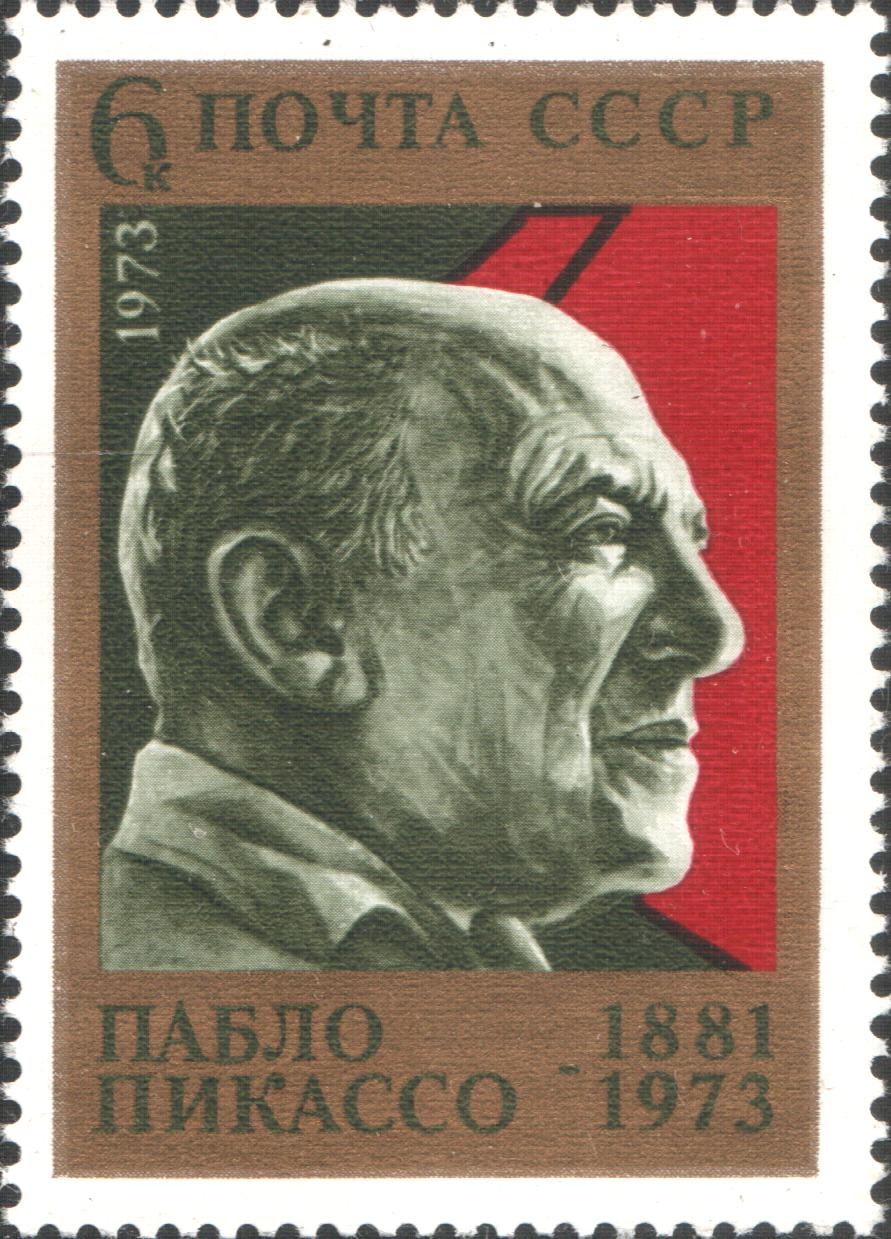
1973 год
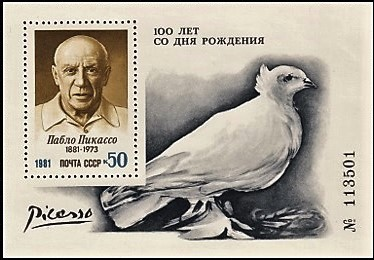
1981 год

### В кинематографе
| Год  | Страна                                                       | Название                         | Режиссёр                        | В роли Пикассо               | Примечание                                                                                                |
| ---- | ------------------------------------------------------------ | -------------------------------- | ------------------------------- | ---------------------------- | --- |
| 1955 | Франция                                                      | Таинство Пикассо                 | Анри-Жорж Клузо                 | в роли самого себя           | Документальный фильм                                                                                      |
| 1960 | Франция                                                      | Завещание Орфея                  | Жан Кокто                       | в роли самого себя           | |
| 1978 | Швеция                                                       | Приключения Пикассо              | Таге Даниэльссон                | Йёста Экман                  | Сюрреалистическая сага о жизни Пикассо                                                                    |
| 1996 | США                                                          | Прожить жизнь с Пикассо          | Джеймс Айвори                   | Энтони Хопкинс               | Художественный фильм по мотивам книги Арианны Стассинопулос Хаффингтон «Пикассо: создатель и разрушитель» |
| 2004 | США · Великобритания · Германия · Румыния · Франция · Италия | Модильяни                        | Мик Дэвис                       | Омид Джалили                 | Художественный фильм                                                                                      |
| 2010 | Франция                                                      | Плачущая женщина в красной шляпе | Жан-Даниель Вераэг              | Тьерри Фремон                | Телевизионный фильм                                                                                       |
| 2011 | США · Испания                                                | Полночь в Париже                 | Вуди Аллен                      | Марсьяль Ди Фонсо Бо         | Художественный фильм                                                                                      |
| 2012 | Россия                                                       | Глаз Божий                       | Иван Скворцов и Сергей Нурмамед | Пётр Налич и Владимир Познер | Телевизионный проект Леонида Парфёнова                                                                    |
| 2018 | США                                                          | Гений                            | несколько                       | Антонио Бандерас и Алекс Рич | Сезон телесериала-антологии канала National Geographic                                                    |

### В музыке
Песня Пола Маккартни «Picasso’s Last Words (Drink to Me)» из альбома «Band on the Run».

## Память
- Именем Пикассо названо несколько моделей автомобилей компании Citroën.

## Отношение к творчеству
В СССР творчество Пикассо воспринималось неоднозначно. По мнению известного искусствоведа Игоря Голомштока:

Для художников-соцреалистов — академиков, членов правления МОССХа — Пикассо был, пожалуй, главным врагом. С одной стороны — коммунист, прогрессивный деятель, борец за мир, и трогать его было опасно; с другой… Дело не в том, что, с их точки зрения, он был «буржуазный формалист», с этим ещё можно было примириться, главное — он был великий мастер, и при сопоставлении с его работами все великие достижения советского искусства меркли и отбрасывались на столетие назад. Для тренированного глаза это было видно с первого взгляда, для нетренированного — со второго. Примириться с этим было невозможно, и борьба с Пикассо шла по разным направлениям.

## Музеи Пикассо

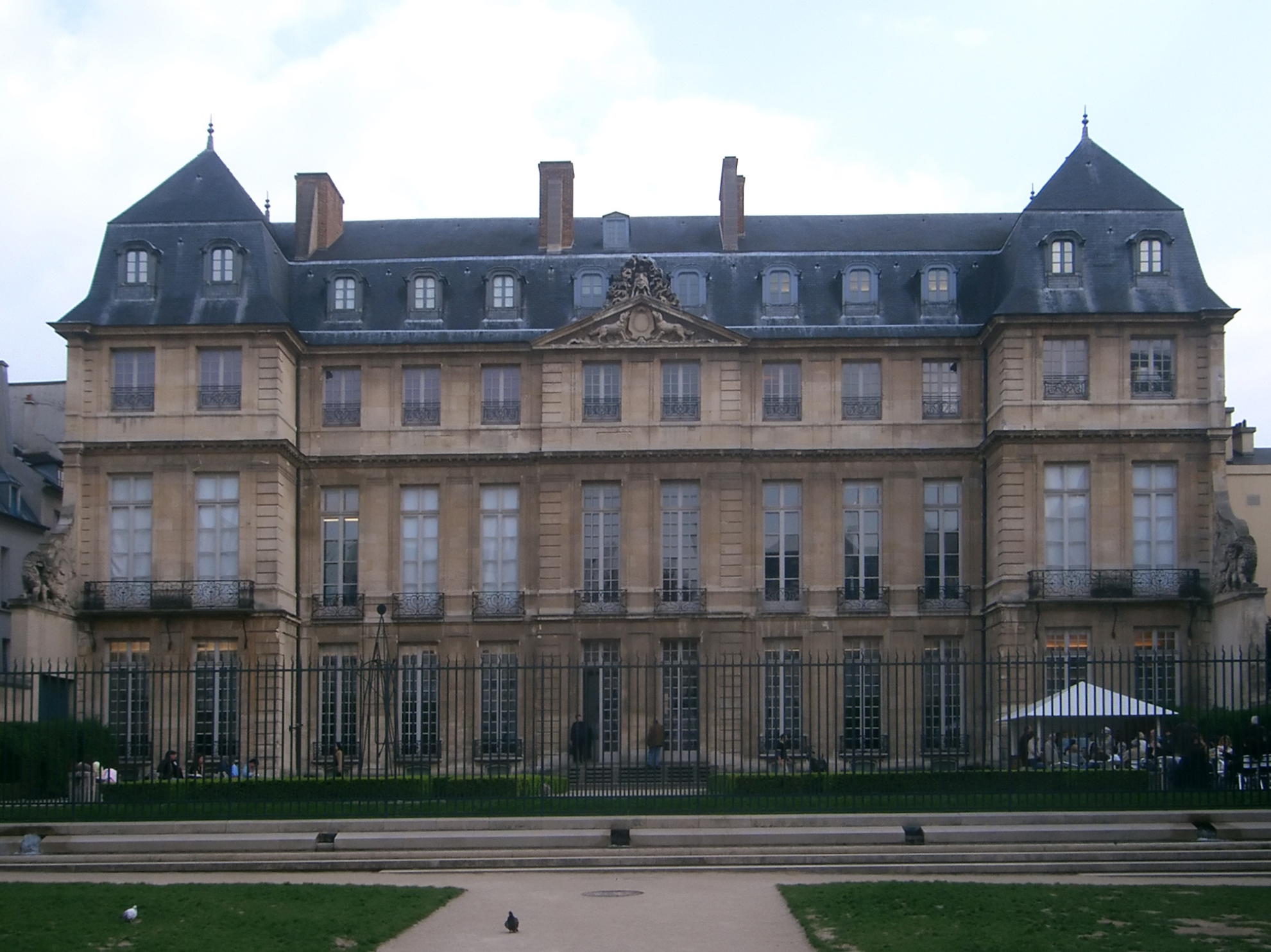
Музей Пикассо в Париже

Музей Пикассо в Барселоне. В 1960 году близкий друг и помощник Пикассо Хайме Сабартес и Гуаль решил пожертвовать свою коллекцию работ Пикассо для организации музея. 9 мая 1963 года в готическом дворце Беренгер де Агилар открылся музей под названием «Коллекция Сабартеса». В 1970 году, после смерти Сабартеса, Пикассо в знак своей любви к городу отдал в музей около 2450 работ (полотен, гравюр и рисунков) и 141 работу из керамики. В настоящее время постоянную коллекцию музея составляют более 3500 работ Пикассо, а музей занимает пять особняков на улице Монткада-Мека, Беренгер-д’Агилар, Маури, Финестрес и Баро-де-Кастельет.
В 1985 году музей Пикассо был открыт в Париже, в отеле Сале. Сюда вошли работы, переданные наследниками художника, — более 200 картин, 158 скульптур, коллажи и тысячи рисунков, эстампов и документов, а также личная коллекция Пикассо. Новые дары наследников (1990) обогатили парижский музей Пикассо, Городской музей современного искусства в Париже и несколько провинциальных музеев (картины, рисунки, скульптуры, керамика, гравюры и литографии).
В 2003 году Музей Пикассо был открыт в его родном городе Малаге.

## Стоимость работ
По экспертным оценкам, Пикассо — самый «дорогой» художник в мире: по состоянию на 2008 год объём только официальных продаж его работ составил 262 миллиона долларов.
4 мая 2010 года картина Пикассо «Обнажённая, зелёные листья и бюст», проданная на аукционе «Кристис» за 106,482 миллионов долларов, стала самым дорогим произведением искусства в мире на тот момент.
11 мая 2015 года на аукционе «Кристис» был установлен новый абсолютный рекорд для произведений искусства, продаваемых с открытых торгов — картина Пабло Пикассо «Алжирские женщины (версия О)» ушла за рекордные 179,365 миллионов долларов.
В 2006 году владелец казино Wynn Las Vegas Стив Винн, купивший в 1990-х годах за 48,4 миллиона долларов картину Пикассо «Сон», согласился продать этот шедевр кубизма за 139 миллионов американскому коллекционеру Стивену Коэну. Сделка не состоялась, так как Винн, страдающий заболеванием глаз и плохо видящий, неловко повернулся и проткнул холст локтем. Он сам назвал случившееся «самым неуклюжим и глупым жестом в мире». После реставрации картина была выставлена на аукцион «Кристис», где 27 марта 2013 года её всё же приобрёл Коэн уже за 155 миллионов долларов. Согласно сообщению агентства Bloomberg, на тот момент это была максимальная сумма, выплаченная за произведение искусства американским коллекционером.
14 мая 2021 года на аукционе «Кристис» продали картину Пикассо «Женщина, сидящая у окна» («Мария-Тереза») более чем за 103 миллиона долларов. При этом перед началом торгов эксперты оценили полотно в 55 миллионов долларов.
8 ноября 2023 года на аукционе «Сотбис» была продана картина Пикассо «Женщина с часами» за 139,364 миллионов долларов, став второй по стоимости из всех работ художника, когда-либо проданных на аукционах. Также эта картина стала самой дорогой из проданных в 2023 году.

## Периодизация
Перечень картин, написанных Пикассо, соответственно периодам его творчества.

### Ранний период
«Пикадор», 1889 г.

«Первое причастие», 1895—1896 гг.

«Босоногая девочка. Фрагмент», 1895 г.

«Автопортрет», 1896 г.

«Портрет матери художника», 1896 г.

«Знание и милосердие», 1897 г.

«Матадор Луис Мигель Доминген», 1897 г.

«Лола, сестра Пикассо», 1898 г.

«Испанская пара перед гостиницей», 1900 г.

### «Голубой» период
«Любительница абсента», 1901 г.

«Склонившийся Арлекин», 1901 г.

«Женщина с шиньоном», 1901 г.

«Смерть Касагемаса», 1901 г.

«Автопортрет в голубой период», 1901 г.

«Портрет торговца картинами Педро Манача», 1901 г.

«Женщина в голубой шляпе», 1901 г.

«Женщина с сигаретой», 1901 г.

«Гурман», 1901 г.

«Абсент», 1901 г.

«Свидание (Две сестры)», 1902 г.

«Голова женщины», 1902—1903 гг.

«Старый гитарист», 1903 г.

«Завтрак слепого», 1903 г.

«Жизнь», 1903 г.

«Трагедия», 1903 г.

«Портрет Солера», 1903 г.

«Нищий старик с мальчиком», 1903 г.

«Аскет», 1903 г.

«Женщина с вороной», 1904 г.

«Каталонский скульптор Маноло (Мануэль Хуго)», 1904 г.

«Гладильщица», 1904 г.

### «Розовый» период
«Девочка на шаре», 1905 г.

«В кабаре Лапин Агиль или Арлекин с бокалом», 1905 г.

«Сидящий на красной скамье Арлекин», 1905 г.

«Акробаты (Мать и сын)», 1905 г.

«Девушка в сорочке», 1905 г.

«Семейство комедиантов», 1905 г.

«Два брата», 1905 г.

«Два юноши», 1905 г.

«Акробат и молодой Арлекин», 1905 г.

«Фокусник и натюрморт», 1905 г.

«Дама с веером», 1905 г.

«Девочка с козлом», 1906 г.

«Крестьяне. Композиция», 1906 г.

«Обнажённый юноша», 1906 г.

«Стеклянная посуда», 1906 г.

«Мальчик, ведущий лошадь», 1906 г.

«Туалет», 1906 г.

«Стрижка», 1906 г.

«Автопортрет с палитрой», 1906 г.

### «Африканский» период
«Портрет Гертруды Стайн», 1906 г.

«Авиньонские девицы», 1907 г.

«Автопортрет», 1907 г.

«Обнажённая женщина (погрудное изображение)», 1907 г.

«Танец с покрывалами», 1907 г.

«Голова женщины», 1907 г.

«Голова мужчины», 1907 г.

### Кубизм
«Сидящая женщина», 1908 г.

«Дружба», 1908 г.

«Зелёная миска и чёрная бутылка», 1908 г.

«Горшок, бокал и книга», 1908 г.

«Бидон и миски», 1908 г.

«Цветы в сером кувшине и бокал с ложкой», 1908 г.

«Фермерша», 1908 г.

«Дриада», 1908 г.

«Три женщины», 1908 г.

«Женщина с веером», 1908 г.

«Две обнажённые фигуры», 1908 г.

«Купание», 1908 г.

«Букет цветов в сером кувшине», 1908 г.

«Портрет Фернарды Оливье», 1909 г.

«Хлеб и ваза с фруктами на столе», 1909 г.

«Женщина с мандолиной», 1909 г.

«Мужчина со скрещенными руками», 1909 г.

«Женщина с веером», 1909 г.

«Обнажённая», 1909 г.

«Ваза, фрукты и бокал», 1909 г.

«Молодая дама», 1909 г.

«Завод в Хорта де Сан Хуан», 1909 г.

«Обнажённая», 1910 г.

«Портрет Даниэла-Генри Кавейлера», 1912 г.

«Натюрморт с плетёным стулом», 1911—1912 г.

«Мужчина с кларнетом», 1911—1912 гг. Музей Тиссен-Борнемиса, Мадрид

«Скрипка», 1912 г.

«Обнажённая, Я люблю Еву», 1912 г.

«Ресторан: Индейка с трюфелями и вином», 1912 г.

«Бутылка перно (столик в кафе)», 1912 г.

«Музыкальные инструменты», 1912 г.

«Харчевня (Ветчина)», 1912 г.

«Скрипка и гитара», 1913 г.

«Кларнет и скрипка», 1913 г.

«Гитара», 1913 г.

«Картёжник», 1913—1914 г.

«Композиция. Ваза фруктов и разрезанная груша», 1913—1914 г.

«Ваза для фруктов и гроздь винограда», 1914 г.

«Портрет Амбруаза Воллара», 1915 г.

«Арлекин», 1915 г.

«Полишенель с гитарой перед занавесом», 1919 г.

«Три музыканта или музыканты в масках», 1921 г.

«Три музыканта», 1921 г.

«Натюрморт с гитарой», 1921 г.

### «Классический» период
«Портрет Ольги в кресле», 1917 г.

«Эскиз постановки для балета „Парад“», 1917 г.

«Арлекин с гитарой», 1917 г.

«Пьеро», 1918 г.

«Купальщицы», 1918 г.

«Натюрморт», 1918 г.

«Натюрморт с кувшином и яблоками», 1919 г.

«Натюрморт», 1919 г.

«Спящие крестьяне», 1919 г.

«Гитара, бутылка, ваза с фруктами и бокал на столе», 1919 г.

«Три танцовщицы», 1919—1920 г.

«Группа танцовщиц. Ольга Хохлова лежит на переднем плане», 1919—1920 г.

«Хуан-ле-Пэн», 1920 г.

«Портрет Игоря Стравинского», 1920 г.

«Чтение письма», 1921 г.

«Мать и ребёнок», 1922 г.

«Женщины, бегущие по пляжу», 1922 г.

«Классическая голова», 1922 г.

«Портрет Ольги Пикассо», 1922—1923 г.

«Деревенский танец», 1922—1923 г.

«Детский портрет Поля Пикассо», 1923 г.

«Любовники», 1923 г.

«Свирель Пана», 1923 г.

«Сидящий Арлекин», 1923 г.

«Арлекин с зеркалом», 1923 г. Музей Тиссен-Борнемиса, Мадрид

«Мадам Ольга Пикассо», 1923 г.

«Мать Пикассо», 1923 г.

«Ольга Хохлова, первая жена Пикассо», 1923 г.

«Поль в костюме Арлекина», 1924 г.

«Поль в костюме Пьеро», 1925 г.

«Три грации», 1925 г.

### Сюрреализм
«Танец», 1925 г.

«Купальщица, открывающая кабинку», 1928 г.

«Обнажённая на пляже», 1929 г.

«Обнажённая на пляже», 1929 г.

«Обнажённая на пляже», 1929 г.

«Обнажённая в кресле», 1929 г.

«Акробат», 1930 г.

«Распятие», 1930 г.

«Фигуры на пляже», 1931 г.

«Девушка, бросающая камень», 1931 г.

«Обнажённая и натюрморт», 1931 г.

«Сон», 1932 г. (картина «Le Rêve» упомянута выше в «Интересных Фактах»)

«Обнажённая в кресле», 1932 г.

«Натюрморт — бюст, чаша и палитра», 1932 г.

«Женщина с цветком», 1932 г.

### Война. Герни́ка
«Герни́ка», 1937 г.

«Плачущая женщина», 1937 г.

«Раненая птица и кот», 1938 г.

«Ночная рыбалка на Антибах», 1939 г.

«Натюрморт с бычьим черепом», 1942 г.

«Склеп», 1944—1945 гг.

«Натюрморт», 1945 г.

### После войны
«Портрет Франсуазы», 1946 г.

«Женщина в кресле I», 1948 г.

«Клод, сын Пикассо», 1948 г.

«Женщина с зелёными волосами», 1949 г.

«Палома и Клод, дети Пикассо», 1950 г.

«Палома с целлулоидной рыбой», 1950 г

«Франсуаза Жило с Клодом и Паломой», 1951 г.

«Франсуаза, Клод и Палома», 1951 г.

«Рыцарь, паж и монах», 1951 г.

«Портрет Сильветт», 1954 г.

### Поздние работы
«Жаклин с цветами». 1954 г. Холст, масло. 116x88,5 см.

«Жаклин Рок», 1954 г.

«Жаклин Рок», 1955 г.

«Жаклин в турецком костюме». 1955 г. Холст, масло

«Алжирские женщины. По Делакруа». 1955 г. Холст, масло. 114х146 см

«Палома Пикассо», 1956 г.

«Мастерская „Калифорнии“ в Каннах», 1956 г.

«Жаклин в студии», 1956 г.

«Голуби», 1957 г.

«Менины. По Веласкесу», 1957 г. Холст, масло. 194x260 см.

«Жаклин Рок», 1957 г.

«Жаклин в студии». 1957 г. Холст, масло

«Король Минотавров», 1958 г.

«Монолитная обнажённая», 1958 г.

«Обнажённая в кресле», 1959 г.

«Обнажённая в кресле с бутылкой воды Эвиан, стаканом и туфлями», 1959 г.

«Жаклин де Вовенарг», 1959 г.

«Вовенарг в дождь», 1959 г. Холст, масло.

«El Bobo», 1959 г.

«Обнажённая королева амазонок со служанкой», 1960 г.

«Жаклин», 1960 г.

«Портрет сидящей женщины», 1960 г.

«Завтрак на траве. По Мане», 1960 г., август. Холст, масло. 129х195 см. Музей Пикассо, Париж.

«Завтрак на траве. По Мане», 1961 г.

«Женщина», 1961 г.

«Насилие над Сабинианками» («Похищение сабинянок»), 1962—1963 гг. Холст, масло.

«Художник и модель», 1963 г.

«Обнажённая, сидящая в кресле 2», 1965 г.

«Обнажённые мужчина и женщина», 1965 г.

«Серенада», 1965 г.

«Писающая», 1965 г.

«Мужчина, мать и ребёнок II», 1965 г.

«Портрет Жаклин», 1965 г.

«Сидящий мужчина (Автопортрет)», 1965 г.

«Спящая», 1965 г.

«Художник и модель», 1965 г.

«Рисующая обнажённая в кресле», 1965 г.

«Бюст бородатого мужчины», 1965 г.

«Серенада», 1965 г.

«Голова мужчины», 1965 г.

«Обнажённая, сидящая в кресле 1», 1965 г.

«Кошка и омар», 1965 г.

«Пейзаж. Мужен. 1», 1965 г.

«Модель в ателье 3», 1965 г.

«Сидящая обнажённая женщина», 1965 г.

«Голова женщины», 1965 г.

«Художник в шляпе», 1965 г.

«Модель в ателье 1», 1965 г.

«Голова бородатого мужчины», 1965 г.

«Бюст мужчины», 1965 г.

«Подруги», 1965 г.

«Голова женщины», 1965 г.

«Модель в ателье 3», 1965 г.

«Голова женщины», 1965 г.

«Омар и кошка», 1965 г.

«Два обнажённых мужчины и сидящий ребёнок», 1965 г.

«Наездники в цирке». 1967 г. Холст, масло

«Мушкетёр». 1967 г. Холст, масло 81x65 см

«Бюст матадора 1», 1970 г.

«Бюст женщины 1», 1970 г.

«Мужчина с усами», 1970 г.

«Бюст женщины 2», 1970 г.

«Голова мужчины 2», 1970 г.

«Персонаж», 1970 г.

«Мужчина и женщина с букетом», 1970 г.

«Объятия», 1970 г.

«Портрет мужчины в серой шляпе», 1970 г.

«Голова Арлекина», 1971 г.

«Двое», 1973 г.